# Zmijavci
Zmijavci és un poble i municipi de Croàcia situat al comtat de Split-Dalmàcia. El 2011 tenia 2.048 habitants.